# Diocèse de Cordoue
Ne doit pas être confondu avec Archidiocèse de Córdoba ou Diocèse de Córdoba.

Localisation du diocèse.

Le diocèse de Cordoue (en latin : dioecesis Cordubensis ; en espagnol : diócesis de Córdoba) est une Église particulière de l'Église catholique en Espagne. Érigé au IIIe siècle, il est un des diocèses historiques d'Andalousie. Il couvre approximativement la province civile de Cordoue. Suffragant de l'archidiocèse métropolitain de Séville, il relève de la province ecclésiastique éponyme. Depuis 2025, Jesús Fernández González (es) est l'évêque diocésain de Cordoue.

## Territoire
Le diocèse de Cordoue confine : au nord, avec l'archidiocèse de Tolède ; au nord-est, avec le diocèse de Ciudad Real ; à l'est, avec le diocèse de Jaén ; au sud-est, avec l'archidiocèse de Grenade ; au sud, avec le diocèse de Malaga ; au sud-ouest et à l'ouest, avec l'archidiocèse de Séville ; et, à l'ouest et au nord-ouest, avec celui de Mérida-Badajoz.
Il couvre les soixante-quinze municipalités (en espagnol : municipio, au singulier) de la province civile de Cordoue (provincia de Córdoba), à savoir : Adamuz, Aguilar de la Frontera, Alcaracejos, Almedinilla, Almodóvar del Río, Añora, Baena, Belalcázar, Belmez, Benamejí, Los Blázquez, Bujalance, Cabra, Cañete de las Torres, Carcabuey, Cardeña, La Carlota, El Carpio, Castro del Río, Conquista, Cordoue (Córdoba), Doña Mencía, Dos Torres, Encinas Reales, Espejo, Espiel, Fernán-Núñez, Fuente la Lancha, Fuente Obejuna, Fuente Palmera, Fuente-Tójar, La Granjuela, Guadalcázar, El Guijo, Hinojosa del Duque, Hornachuelos, Iznájar, Lucena, Luque, Montalbán de Córdoba, Montemayor, Montilla, Montoro, Monturque, Moriles, Nueva Carteya, Obejo, Palenciana, Palma del Río, Pedro Abad, Pedroche, Peñarroya-Pueblonuevo, Posadas, Pozoblanco, Priego de Córdoba, Puente Genil, La Rambla, Rute, San Sebastián de los Ballesteros, Santa Eufemia, Santaella, Torrecampo, Valenzuela, Valsequillo, La Victoria, Villa del Río, Villafranca de Córdoba, Villaharta, Villanueva de Córdoba, Villanueva del Duque, Villanueva del Rey, Villaralto, Villaviciosa de Córdoba, El Viso et Zuheros.
Il comprend aussi les cinq entités locales mineures (en espagnol : entidad local menor, au singulier) de la province civile, à savoir : les deux entités locales autonomes (entidad local autónoma, au singulier) de Castil de Campos et La Guijarrosa, et les trois autres entités locales (entidad de ámbito territorial inferior al municipio) d'Algallarín, Encinarejo de Córdoba et Fuente Carreteros.

## Subdivisions
Le diocèse de Cordoue comprend 230 paroisses réparties entre des archiprêtrés.

## Histoire
Le diocèse de Cordoue est érigé au IIIe siècle. Le premier évêque de Cordoue dont l'existence est attestée est Osius (en espagnol : Osio de Córdoba) qui participe au concile d'Elvire puis au premier concile œcuménique de Nicée et au concile de Sardique.
À la suite de la Reconquista de Cordoue en 1236, le siège épiscopal de Courdoue est rétabli. Son territoire couvre le royaume de Cordoue. Il comprend le territoire de l'ancien diocèse d'Egabro et une partie des anciens diocèses d'Astigi, Itálica et Elvire. La grande mosquée de Cordoue est convertie en cathédrale. Le premier évêque, Lope de Fitero, est ordonné en 1238.
En 1874, à la suite du concordat de 1851, les archiprêtrés de Castuera et de Priego de Córdoba et les paroisses de Benamejí et Palenciana sont rattachées au diocèse.
En 1958, à la suite du concordat de 1953, l'archiprêté de Castuera est rattaché au diocèse de Badajoz ; la paroisse de Villanueva de Tapia, à celui de Malaga ; celles Fuente Palmera y Miragenil, à celui de Cordoue.

## Cathédrale et basilique mineure
La cathédrale Notre-Dame-de-l'Assomption (en espagnol : catedral de Nuestra Señora de la Asunción) de Cordoue, dédiée à l'Assomption de sainte Marie, est la cathédrale du diocèse.
La basilique Saint-Pierre (basílica San Pedro Apóstol) de Cordoue, dédiée à saint Pierre, est une basilique mineure.